# Phyllobius intrusus
Phyllobius intrusus är en skalbaggsart som beskrevs av Hiromichi Kono 1948. Phyllobius intrusus ingår i släktet Phyllobius, och familjen vivlar. Arten har ej påträffats i Sverige.